# Xu Xing
Dans ce nom chinois, le nom de famille, Xu, précède le nom personnel Xing.
Xu Xing, (chinois : 徐星), est un paléontologue chinois, né à Yining (Xinjiang) en 1969. Diplômé du département de géologie de l'université de Pékin, il est chercheur à l'Institut de paléontologie des vertébrés et de paléoanthropologie de l'Académie chinoise des sciences.
Il a notamment contribué à la découverte et l'analyse de dinosaures présentant des caractéristiques aviaires, ainsi qu'au développement de théories sur l'évolution des plumes,,.
Il a nommé de nombreux dinosaures, dont Yinlong, Guanlong, Gigantoraptor, Mei, Xixianykus, Erliansaurus et Jianianhualong, Yutyrannus ainsi que Kryptodrakon.